# به عشق مسابقه (فیلم)
به عشق مسابقه (به انگلیسی: For Love of the Game) فیلمی محصول سال ۱۹۹۹ و به کارگردانی سم ریمی است. در این فیلم بازیگرانی همچون کوین کاستنر، کلی پرستون، جان سی ریلی، جنا مالون، برایان کاکس، جی. کی. سیمونز، مایکل پاپاجان، ویلیام نیومن، دنیل دای کیم و لری جاشوآ ایفای نقش کرده‌اند.